# Cimetières berlinois

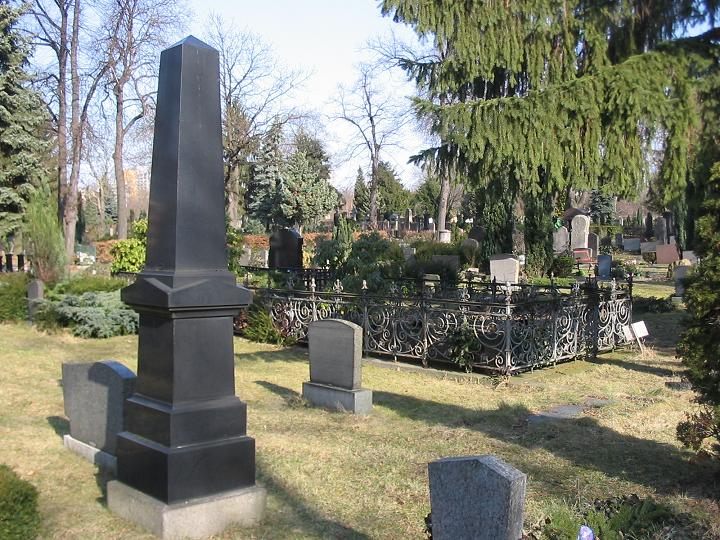
Les cimetières de Mehringdamm.

Les cimetières berlinois désignent les 220 cimetières, dont 182 accueillant actuellement des sépultures, qui sont répartis sur le territoire de la ville de Berlin sur une superficie totale de 1 112 hectares. Seuls 84 de ces cimetières sont aconfessionnels et gérés par la municipalité, les autres dépendent de différentes paroisses, dont la grande majorité sont protestantes évangéliques.
Après la formation du Grand Berlin en 1920, la municipalité berlinoise a annexé de nombreux cimetières appartenant aux communes environnantes. Les velléités des autorités berlinoises du début du XXe siècle de regrouper les tombes dans quatre grands cimetières à l'extérieur du centre-ville sont restées lettre morte à cause d'événements politiques comme les guerres ou l'inflation. C'est ainsi que Berlin ne dispose pas de grands cimetières, au contraire d'autres capitales européennes comme Vienne, Paris ou Londres.
Certains cimetières appartenant à une même paroisse sont divisés dans différents lieux à travers la ville. Quand la première aître ou le premier cimetière était saturé et qu'un agrandissement se révélait impossible, on en créait un deuxième plus loin. On distingue ces cimetières portant le même nom en les appelant ancien et nouveau lorsqu'il n'y en a que deux, en les numérotant ou en les classant par division. Le cimetière de la paroisse de Jérusalem et la nouvelle église est par exemple réparti en cinq divisions ; trois d'entre elles se situent côte-à-côte aux cimetières de Mehringdamm, la quatrième aux cimetières de la Bergmannstraße et la cinquième sur la Hermannstraße à Berlin-Neukölln.

## Histoire
On trouve les plus vieilles sépultures dans le « sein » des églises berlinoises, c'est-à-dire situées à l'intérieur ou à proximité immédiate des églises paroissiales. Ces cimetières, appelés aîtres au Moyen Âge, sont donc confessionnels — le plus souvent protestant évangélique — et gérés par la paroisse de ladite église. Un exemple d'une aître préservée au début du XXIe siècle est celle fondée en 1705 autour de l'église paroissiale dans la Klosterstraße (« rue du couvent ») dans le Vieux Berlin à Berlin-Mitte. Avec l'augmentation rapide de la population berlinoise au XVIIIe siècle, les aîtres paroissiales sont de plus en plus saturées. La législation foncière du code prussien (Allgemeines Landrecht für die Preußischen Staaten) promulgué en 1794 indique dans son paragraphe 184 l'interdiction d'inhumations supplémentaires dans les zones urbanisées.

## Liste non exhaustive
| Cimetière                                                                                                | Quartier             | Superficie (en m²) | Fondation | Affiliation                              | Confession                      | Source |
| --- | -------------------- | ------------------ | --------- | ---------------------------------------- | ------------------------------- | ------ |
| Cimetière de Jérusalem et de la nouvelle église (division I) Friedhof Jerusalem und Neue Kirche I        | Berlin-Kreuzberg     | 10457              | 1735      | Église de Jérusalem Nouvelle église      | Évangélisme                     | [*]    |
| Cimetière bohème Böhmischer Gottesacker                                                                  | Berlin-Kreuzberg     | 4925               | 1737      | Église de Bethléem                       | Évangélisme                     | [*]    |
| Cimetière de la Trinité (division I) Dreifaltigkeits-Kirchhof I                                          | Berlin-Kreuzberg     | 8084               | 1742      | Église de la Trinité                     | Évangélisme                     | [*]    |
| Cimetière des Invalides Invalidenfriedhof                                                                | Berlin-Mitte         | 21430              | 1748      | municipal                                | aconfessionnel                  | [*]    |
| Cimetière de Dorotheenstadt Dorotheenstädtischer Friedhof                                                | Berlin-Mitte         | 17149              | 1762      | Église de Dorotheenstadt                 | Évangélisme                     | [*]    |
| Cimetière français de Berlin (division I) Französische Friedhof I                                        | Berlin-Mitte         | 6858               | 1780      | Temple français de la Friedrichstadt     | Évangélisme                     | [*]    |
| Cimetière de Jérusalem et de la nouvelle église (division II) Friedhof Jerusalem und Neue Kirche II      | Berlin-Kreuzberg     | 7034               | 1796      | Église de Jérusalem Nouvelle église      | Évangélisme                     | [*]    |
| Cimetière de Jérusalem et de la nouvelle église (division III) Friedhof Jerusalem und Neue Kirche III    | Berlin-Kreuzberg     | 28719              | 1819      | Église de Jérusalem Nouvelle église      | Évangélisme                     | [*]    |
| Cimetière de la Trinité (division II) Dreifaltigkeitskirchhof II                                         | Berlin-Kreuzberg     | 45773              | 1825      | Église de la Trinité                     | Évangélisme                     | [*]    |
| Cimetière de Luisenstadt Luisenstädtischer Friedhof                                                      | Berlin-Kreuzberg     | 90155              | 1831      | Église de Luisenstadt                    | Évangélisme                     | [*]    |
| Cimetière français de Berlin (division II) Französische Friedhof II                                      | Berlin-Mitte         | 10401              | 1835      | Temple français de la Friedrichstadt     | Évangélisme                     | [*]    |
| Cimetière de Friedrichswerder Friedrichswerderscher Friedhof                                             | Berlin-Kreuzberg     | 36639              | 1844      | Église de Friedrichswerder               | Évangélisme                     | [*]    |
| Cimetière de Jérusalem et de la nouvelle église (division IV) Friedhof Jerusalem und Neue Kirche IV      | Berlin-Kreuzberg     | 33077              | 1852      | Église de Jérusalem Nouvelle église      | Évangélisme                     | [*]    |
| cimetière de Schmargendorf Friedhof Schmargendorf                                                        | Berlin-Schmargendorf | 16100              | 1858      | municipal (1914)                         | Évangélisme Puis aconfessionnel |        |
| Ancien cimetière Saint-Matthieu Alter St.-Matthäus-Kirchhof                                              | Berlin-Schöneberg    | 48695              | 1856      | Église Saint-Matthieu (de)               | Évangélisme                     | [*]    |
| Cimetière de Grunewald-Forst (cimetière des sans nom) Friedhof Grunewald-Forst (Friedhof der Namenlosen) | Berlin-Grunewald     | 4981               | 1879      | municipal                                | aconfessionnel                  | [*]    |
| Cimetière juif de Berlin-Weißensee Jüdischer Friedhof Berlin-Weißensee                                   | Berlin-Weißensee     | 392362             | 1880      | Nouvelle synagogue                       | Judaïsme                        | [*]    |
| Cimetière central de Berlin-Friedrichsfelde Zentralfriedhof Berlin-Friedrichsfelde                       | Berlin-Lichtenberg   | 281506             | 1881      | municipal                                | aconfessionnel                  | [*]    |
| Cimetière de Berlin-Wilmersdorf Friedhof Berlin-Wilmersdorf                                              | Berlin-Weißensee     | 101200             | 1886      | municipal                                | aconfessionnel                  | [*]    |
| Cimetière russe de Berlin-Tegel Russischer Friedhof Berlin-Tegel                                         | Berlin-Tegel         | 19797              | 1893      | Église Saint-Constantin-et-Sainte-Hélène | Orthodoxie                      | [*]    |
| Cimetière boisé de la Heerstraße Waldfriedhof Heerstraße                                                 | Berlin-Westend       | 129093             | 1924      | municipal                                | aconfessionnel                  | [*]    |
| Cimetière boisé de Berlin-Dahlem Waldfriedhof Berlin-Dahlem                                              | Berlin-Dahlem        | 73526              | 1933      | municipal                                | aconfessionnel                  | [*]    |
| Cimetière boisé de Berlin-Zehlendorf Waldfriedhof Berlin-Zehlendorf                                      | Berlin-Nikolassee    | 375794             | 1945      | municipal                                | aconfessionnel                  | [*]    |